# Фукс, Ладислав
Ладисла́в Фукс (чеш.  Ladislav Fuks; 24 сентября 1923, Прага — 19 августа 1994, Прага) — чешский писатель, сценарист. Заслуженный артист Чехословакии (1978). Доктор философии.

## Биография
Сын офицера полиции. В годы войны был на принудительных работах. Окончил философский факультет Карлова университета, работал в Государственном управлении по охране исторических памятников, затем в Национальной картинной галерее. Отождествлял себя с маргинальными и притесняемыми группами, жил в постоянном ощущении опасности и, вместе с тем, нереальности существования, которое переносил в свою гротескную абсурдистскую прозу. Дебютировал как прозаик в 1960 году. В 1963 году привлёк внимание критики романом «Господин Теодор Мундшток», главный герой которого, немолодой чиновник-еврей, пытается приготовиться к будущему существованию в нацистском концлагере. В первой книге Фукса, как и в последующих, многие отмечали близость творческой манеры к Францу Кафке. В то же время, как указывает современный исследователь творчества Фукса М. Путна,

Фукс принадлежит не только истории литературы об иудействе и оккупации, не только кафкианской линии в словесности, но также чешской и мировой истории гомосексуальной литературы. <…> Схожесть судеб евреев и гомосексуалов <…> ведет к представлению о солидарности ВСЕХ, кому грозит опасность. В этом смысле Фукс — единственный чешский автор второй половины века с гомосексуальным восприятием, который, сам того не ведая, имел отношение к современной «европейской ориентации»: к гомосексуалам типа Мишеля Фуко, вовлеченным в разнообразные освободительные движения.

В 1964 году Фукс женился на итальянской исследовательнице чешской литературы Джулиане Лимитти. Свадьба была в Милане, в базилике Санта Мария Маджиоре (итал. Chiesa di Santa Maria Maggiore (Milano)). Поздравления с законным браком были одновременно получены и от Папы Римского Павла VI, и от главы итальянской компартии Пальмиро Тольятти. Джулиана организовала курс лекций Ладислава Фукса в университетах Италии об истории евреев в Чехии. В действительности, однако, брак Фукса и Лимитти продлился не более нескольких дней. По мнению чешского литературоведа Н. Павласковой, этим браком Фукс «сделал отчаянную попытку вырваться из среды гомосексуалистов с уголовным прошлым и заодно из затхлого мира социализма, где ему угрожала тюрьма за сексуальную ориентацию».
В условиях политической реакции после подавления Пражской весны Фукс выступил с книгой «Возвращение из ржаного поля», направленной против представителей чешской интеллигенции, эмигрировавших из страны.
Произведения Фукса были изданы в Венгрии, ГДР, Испании, Польше, России, Румынии, СССР, США, Франции, ФРГ, Югославии.

## Произведения
Работы Ладислава Фукса является очень самобытными и своеобразными, отличается сложными метафорами и историями в деталях и повторяющихся мотивах. Его творчество можно разделить на два периода:

### Первый этап
- (Замок Кинжварт-профессиональное исследование, 1958)
- Pan Theodor Mundstock 1963 - психологический роман о судьбе пражского Еврея, который страдает от возможности, что он будет перевезен в концлагерь; после трех лет полной апатии и меланхолии, решает действовать практически и методично — подготовку к будущей ситуации (например, спит на голом полу, моря себя голодом и двигает тяжелые предметы, он тренируется даже свою смерть), в то же время испытывает ряд галлюцинаций и диалогов со своей тенью Monem, связанных с его психической болезнью — шизофренией; ещё одна из его галлюцинаций-огромная «слюна», которая живёт с ним дома; до транспортировки не доживает, перед платформой его переезжает машина и умирает. Роман показывает, как обычный человек унижает и искажает дискриминацию и страх. Человек никогда не сможет полностью подготовиться к тому, что судьба приготовит для нас.
- Мои черноволосые братья, 1964 — собрание из шести рассказов о пяти учениках гимназии во время второй мировой войны (три из которых еврейского происхождения); их объединяет фигура учителя географии — расиста. Главным героем книги является мальчик Майкл, альтер эго автора, который со временем вынужден противостоять смерти своих товарищей — «братьев», лицом к лицу; еврейские мальчики, один за другим исчезают, будто в концентрационные лагеря, или трагически(самоубийство). Для книги характерно лейтмотивом «Траур», который описывает Майкловы мысли и чувства ребёнка, на которого неожиданно возложили ужасную правду войны и смерти.
- Вариации темной струной, 1966 — автобиографический роман о мальчике подростке Майкле из Праги из патрицианской семьи, который страдает от недостатка любви со стороны родителей. Поэтому он ведет обширные, вплоть до шизофренических, интервью с бабушкой на картине, танцовщицей, мейсенским фарфором и медведем. Работа также захватывает мрачный климат в Чехословакии в конце 1930-х — 1920-х годов.
- Сжигатель трупов, 1967 — психологический роман ужас о работнике крематория Карле Копфркинге, из которого частично влиянием нацистской идеологии, отчасти, под влиянием восточной философии, становится убийцей; сделал в кино 1968 году Юрай Герц.
- Смерть морской свинки (1969), в книге содержатся все основные краткие прозы Фукса. Особое место в этой книге Фукса имеет наводящий и волшебный роман Путешествие в землю обетованную. Для более глубокого понимания прозы автора интересна ещё первая глава незавершенного романа Странного брак миссис Люси Фер.
- Мыши Наталии Моошабровы, 1970-х годов — роман составляют истории ужасов, гротески и фантастические сказки, история на грани реальности и фантазии; история бедной вдовы, чей сын бандит, а дочь проститутка.
- Дело советника криминальной полиции, в 1971 — психологический роман об отношениях между деспотичным советником и его застенчивым сыном подростком. История разворачивается в столице неназванного западноевропейского государства и представлена как детективный ужас.
- Обращение из темноты, 1972-роман с элементами загадок и тайн, темой которого является апокалиптическое видение исчезновения мира после ядерной катастрофы. Роман рассказывается мальчиком, умирающим в развалинах разбомбленного города. История написана очень трудной и сложной манерой.
- Мертвецы на бале, 1972 — жизнь мещан до 1 мировой войны; новые элементы в создании (гротеск, юмор); на фоне истории путаница двух тел покойников показывает, что спокойствие прежней жизни была только иллюзией. В отличие от серьёзных авторских работ от начала 60-х эта книга выглядит скорее как провинциальный фарс.

### Второй этап с 70-х годов
В это время Фукс начал сосредотачиваться на военных и послевоенных событиях в более широких смыслах
- Возвращение с ржаного поля, 1974 — работа после февральской эмиграции
- Мёртвый в метро, 1976 — детективный роман о контрабанде героина через Чешскую территорию на запад в для разврата западных стран. Соавтор Олдржих Косек.
- Pasáček z doliny, 1977 — оформлен как баллада о среде восточной Словакии, где проходила коллективизации
- Хрустальный башмачок, 1978 — идиллическое повествование о детстве Юлиуса Фучика
- Картина Мартина Бласковица, 1980-возвращение к более высокому уровню писателя, чем предыдущие книги за период. Роман о проблеме морали-противостояние добросовестного рассказчика с карьеристом сотрудничавшим с нацистами. Из произведения следует мысль, что выше, чем месть-это прощение, и ни один человек не имеет права быть судьей совести другого.
- Герцогиня и поваренная книга, 1983 — обширный исторический роман, происходящий в период между 1897 и 1898, захватив конц габсбургской монархии. Главный герой герцогини сильно автобиографичен. Это сам Фукс, и в работе также зашифрованы имена настоящих друзей и любовниц Фукса. Этот роман иногда называют вершиной творения, характерным является сложная психология персонажей, подробное описание каждой ситуации и элементы тайны. Фуксовское намерение состоит в том, чтобы этот роман стал частью цикла, который бы рассказывал о его близких, во время бывшей габсбургской монархии, но он после написания романа жаловался, что у него плохая память и писать он не в состоянии, и поэтому Герцогиня осталась единственной.
- Мое зеркало, 1995- память, вышел посмертно, соавтор Йиржи Тушл. С небольшой иронией можно сказать, что это следующая часть герцогини и поваренной книги. В то же время книга является показателем повествования Фукса и необычного чувства юмора-она включает в себя множество деталей из жизни Фукса, но не раскрывает ничего существенного. Если бы не интерме́дия, мы бы ничего не узнали о личности Фукса.

## Другие творения
Помимо вышеперечисленных работ, Ладислав Фукс также является автором нескольких коротких рассказов. Они были выпущены в сборниках:
- Смерть морской свинки. Прага: Молодой фронт 1969.
- Дорога в землю обетованную. Прага: Горизонт 1991.

Рассказы в основном посвящены темам, подобным произведениям Фукса, и мы можем разделить их на:
- Рассказы о войне и еврейской тематике.
- Рассказы о нравственности и ценности человеческой жизни.
- Юмор.

### Рассказы с военной и еврейской тематикой
- Путь в землю обетованную, 1967 (в книге Смерть морской свинки, датирована 1967) — захватывающий рассказ о пятнадцати богатых венских Евреях, которым после Аншлюса «разрешено» эмигрировать по Дунаю на старом судне. "У вас нет проездной визы, корабль не должен останавливаться нигде…"Сначала они наслаждаются поездкой, но затем происходит сбой двигателя. Три раза они пытаются пристать на лодке с крюковым крестом, три раза отбрасываются обратно на реку. Они останавливаются на пустом словацком берегу, исправляют дефект, но тем временем вода падает, и лодка остаётся на мели, у них нет сил добраться до воды, искать реку, постепенно теряя надежду. Потерпевших кораблекрушение находит словацкий священник, убеждает их …. ещё попытаться, не сдаться, спастись …. Раввин говорит: "кто-то все ещё преследует кого-то и освобождается, кто-то все ещё винит кого-то и забирает его жизнь. Все ещё кто-то угнетает других во имя истины….все ещё кто-то мешает кому-то есть, спать, жить, искать счастья. И евреи с самого начала расплачивались больше всего. Поэтому они говорят шалом, мир далеким и близким, мир всем. Дорога в землю обетованную ведет только вверх. В день, когда началась война, смерть добровольно избирается. Он представляет собой вершину рассказа Фукса. Мотив, когда из достойных людей в кризисной ситуации очень быстро становятся грязными и любые действия приводят к разрухе, может несколько напоминать Голдинга и его произведение Повелитель мух.
- Чудесная встреча, 1964 ….вообще, у него нет сюжета, у него нет ни начала, ни конца…. Рассказ показывает, насколько плоха каждая жизнь, которая была угнетена нацистской волей.
- Мои черноволосые братья, 1964
- Серебряная свадьба 1962 говорится о двух старых еврейских супругах, которые за войны сами себя ввели в заблуждение, что их жизнь хороша, ибо реальная ситуация могла бы догнать до безумия.
- Лавровый венок 1953 года показывает, как человек бессилен против зла, как нацизм и как достойных людей унижают, по чужой воле. Рассказ, происходит в тихой кондитерской, в которую врывается медведь, слон и Тигр и разрушает весь интерьер. Или это аллегория к жизни после 1948 года….

### Рассказы о нравственности и ценности человеческой жизни
- Mezi dvojím zahýkání oslíka. Замечательно написанный sci-fi рассказ, в котором старого рыбака Альду, его сын Альду и их осла Алду, посещает вечером таинственный человек, который вероятно инопланетянин, который призывает, чтобы люди жили друг с другом в мире и любви.
- Последний остров. 1963. Женатая пара Новаковы собираются в качестве награды за работу, побаловать себя отдыхом в Югославии. Они с нетерпением ждут поездки и с энтузиазмом читают путеводитель. Но когда они будут готовы к путешествию, они поймут, что они уже знают все о путешествии и поэтому не могут ничего удивить их. С печалью они останутся дома.
- Смерть морской свинки. Кадлобкова, 1967 года, уивает застрахованную морскую свинку…. и получает золото. Вы могли бы жить во дворце за эти деньги….?
- Доклад о Барбаре из Минойки. Легенда похожая на рассказ о заживо погребенной подруге Марии Терезы, чей дух до сих пор блуждает по лесу и пророчествует будущее.

### Юмор
Цикл рассказов:
- Одна маленькая симпатичная идиллия, рассказ, 1966
- Большой день миссис Аллерхейлиг, вдовы из Целетны, 1967
- Миссис Аллерхейлиг на пороге Нового года. 1967

Рассказы настроены как юмористические и напоминают тонкий Роман Фукса Мертвецы на бале.
- Розовые логарифмы 1967 частично основаны на школьных впечатлениях Фукса. Юмористическая история о талантливом гимназисте, который не умеет считать.
- Лавр. Герой, сын Гробовщика.

## Факты
- Та же гротескность, которую мы можем найти в его лучших работах, сопровождалась Фуксе и в гражданской жизни. Писатель был склонен к нетрадиционным идеям и странному чувству юмора, поэтому многие люди из его окружения не знали, что о нём правда и что выдумка.
- Ладислав Фукс был сильным курильщиком и любил пить красное вино.
- Фукс был большим поклонником итальянской оперы.

## Избранная библиография
- Крематор : Повесть / Пер. с чеш. И. Безруковой // Иностранная литература. 1993. № 8. С. 5—75.
- Дело советника криминальной полиции. / Пер. с чеш. Аронович Е. // Жемчужина императора: Сборник. — М.: Марихи, 1994. — Тираж 20 000 экз. — (Библиотека остросюжетного романа). — С. 321—494.

## Театральные постановки
- «Крематор» — Саратовский академический театр драмы имени И. А. Слонова, режиссёр Дзекун А. И. (1994).

## Сценарии
- Сжигатель трупов (1968, экранизирован Юраем Герцем)
- Тайна золотого Будды (1973)
- Посреди ночной тишины (1978)
- Пастушок из долины (1983)
- Kartka z podrózy (1984)
- Ohnostroj v Aspern (1987)[8]

## Память
- Академия чешской литературы учредила литературную премию имени Ладислава Фукса[9].